# Ptichodis abeluxalis
Ptichodis abeluxalis là một loài bướm đêm trong họ Erebidae.